# 罗德·法尼
罗德·法尼(Rod Dodji Fanni，1981年12月6日—），是一名法國的職業足球運動員，司職中後衛，現效力於美國職業足球大聯盟球會滿地可衝擊。

## 榮譽

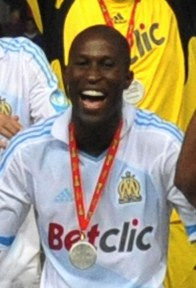
法尼2011年在馬賽取得法國超級盃

### 球會
馬賽
- 法國聯賽盃: 2011, 2012
- 法國超級盃: 2011

### 個人
- 職業足球員全國聯盟年度最佳陣容: 2008–09, 2009–10

## 外部連結
- 罗德·法尼 – 法國職業足球聯賽数据 – 支持法语（已存档）
- Profile （页面存档备份，存于） at worldfootball.net
- 罗德·法尼在ESPN FC中的档案
- Profile （页面存档备份，存于） at stade-rennais-online.com